# Pădureni (Constanța)
Pădureni (antiguamente Nastradin) es una localidad rumana de la comuna de Dobromir, en el condado de Constanța.

## Toponimia
El antiguo nombre del lugar puede encontrarse escrito con grafías como Nastradin y Nastratin. Pasó a llamarse Pădureni.

## Historia
Hacia comienzos del siglo XX, la localidad, que ya por entonces pertenecía al condado de Constanța, formaba parte de la comuna de Enișenlia y tenía contabilizada una población de 500 habitantes.
En la segunda mitad del siglo XX la localidad había pasado a formar parte de la comuna de Dobromir. En el censo de 2021 la localidad tenía una población de 128 habitantes.